# Ángel Cappelletti
Ángel Cappelletti (Rosario, Argentina, 15 de marzo de 1927-Ibid., 25 de noviembre de 1995) fue un filósofo, historiador y anarquista de Argentina, por muchos años  radicado en Venezuela. Nació y murió en Rosario, Argentina, pero los 27 años que vivió en Venezuela entre 1968 y 1994 fueron los más prolíficos en su producción intelectual y académica. Fue experto en el pensamiento sociológico, político y filosófico clásico y contemporáneo.

## Carrera
Egresó de la Universidad de Buenos Aires (1951) como profesor de enseñanza secundaria, normal y especial en filosofía. Doctorado en la misma universidad en 1954, obtuvo al año siguiente un puesto como profesor titular de la cátedra de Gnoseología, sin embargo sería cesanteado tras el golpe de Estado de septiembre y la instauración de la dictadura de Eduardo Lonardi junto a cientos de profesores de la misma facultad. En 1956 marcha al exilio a Chile, y lueg en 1961 marcha a Venezuela. Una vez en Venezuela fue profesor titular de la Universidad Simón Bolívar desde 1972. Fue redactor general de la Revista Venezolana de Filosofía. Entre 1968 y 1994 desarrolló una inmensa labor de investigación filosófica y política, estudiando filosofía clásica como Heráclito, Séneca y Marco Aurelio, el positivismo de Venezuela, e investigando la historia y el pensamiento anarquista mundial y latinoamericano, fruto de lo cual publicó en vida alrededor de 45 libros y en total unos 80 (después de su muerte la Universidad de los Andes y la Universidad Simón Bolívar, han publicado trabajos inéditos del autor), más de un millar de artículos sobre tópicos filosóficos y literarios.
Tuvo una presencia constante en cátedras de postgrado en toda la América Latina, enseñando en diversas universidades de Argentina, Uruguay, Venezuela, México y Costa Rica. Cappelletti fue profesor de posgrado en filosofía en la Universidad de los Andes (Mérida, Venezuela). De regreso en Argentina, se radica en Rosario, ciudad en la cual continuó su labor intelectual hasta su muerte.

## Obras
- Lucrecio: la filosofía como liberación
- Los fragmentos de Heráclito (1962)
- Utopías antiguas y modernas (1966)
- El socialismo utópico (Rosario, 1968)
- La filosofía de Heráclito de Efeso (1970)
- Inicios de la filosofía griega (1972)
- Cuatro filósofos de la Alta Edad Media (1972, 1993)
- Introducción a Séneca (1973)
- Introducción a Condillac (1974)
- Los fragmentos de Diógenes de Apolonia (1975)
- La teoría aristotélica de la visión (1977)
- Ciencia jónica y pitagórica (1980)
- Protágoras: naturaleza y cultura (1987)
- Sobre tres diálogos menores de Platón (1987)
- Notas de filosofía griega (1990)
- La estética griega (1991, 2000)
- Positivismo y evolucionismo en Venezuela (1992)
- Textos y estudios de filosofía medieval (1993)
- Estado y poder político en el pensamiento moderno (1994)
- Bakunin y el socialismo libertario (1986)
- El pensamiento de Malatesta (Montevideo, 1990)
- La teoría de la propiedad en Proudhon y otros momentos del pensamiento anarquista (México, 1980)
- El pensamiento de Kropotkin (Madrid, 1978)
- Etapas del pensamiento socialista (Madrid, 1978)
- Francisco Ferrer y la pedagogía libertaria (Madrid, 1980)
- Prehistoria del anarquismo (Madrid, 2006)
- Hechos y figuras del anarquismo hispanoamericano (Móstoles, 1991)
- Utopías y antiutopías después Marx (Montevideo,1997)
- El anarquismo en América latina (Caracas, 1990) en coautoría con Carlos Rama.
- Mitología y Filosofía: los presocráticos (Bogotá, 1988)

### Como coordinador
- Séneca: De brevitae vitae (1959)
- Epístolas pseudos-heraclíteas (1960)
- Abelardo: Ética (1966)
- Platón: Gorgias (1967).